# Trilex-Felge

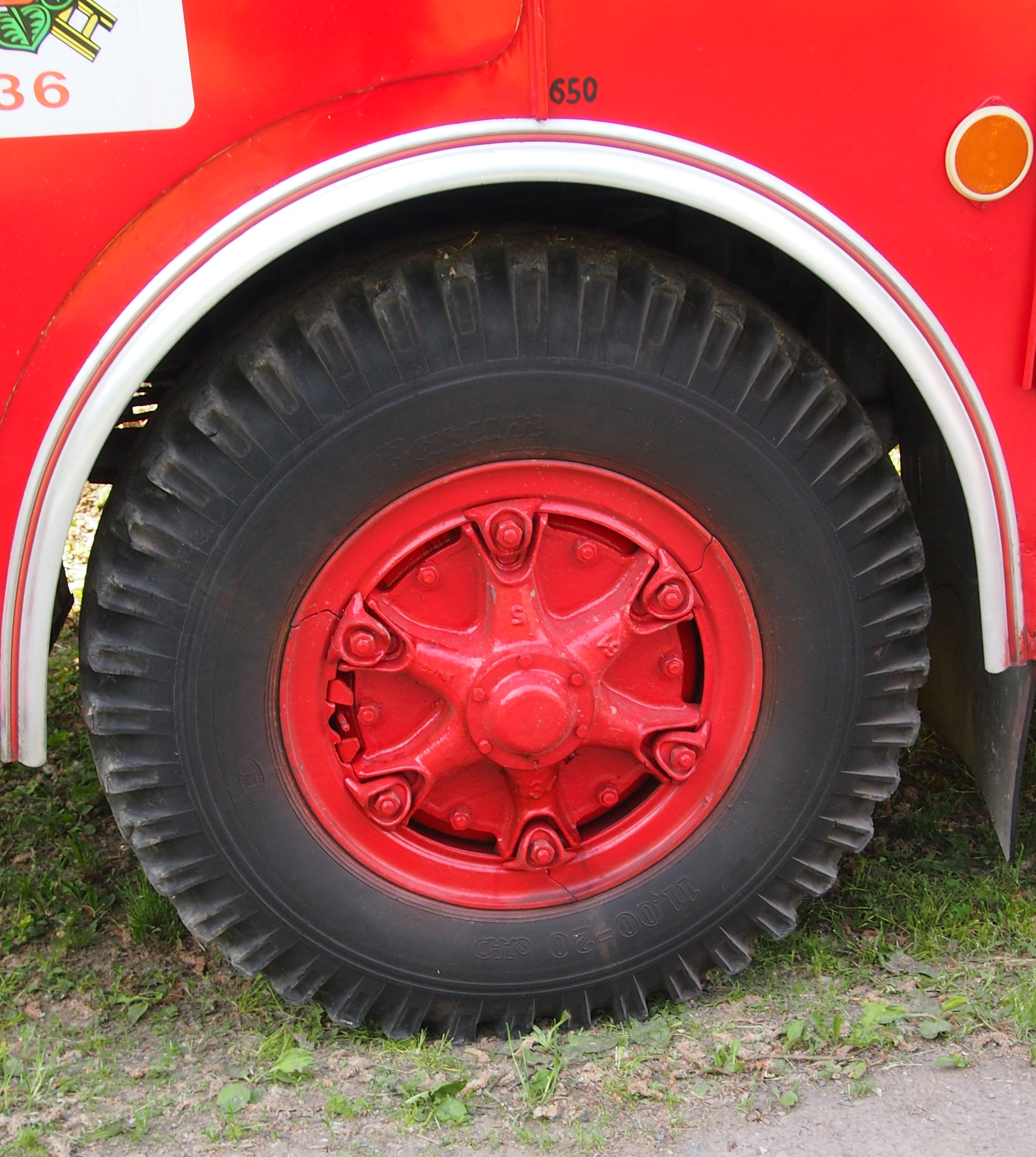
Rad mit Trilex-Felge

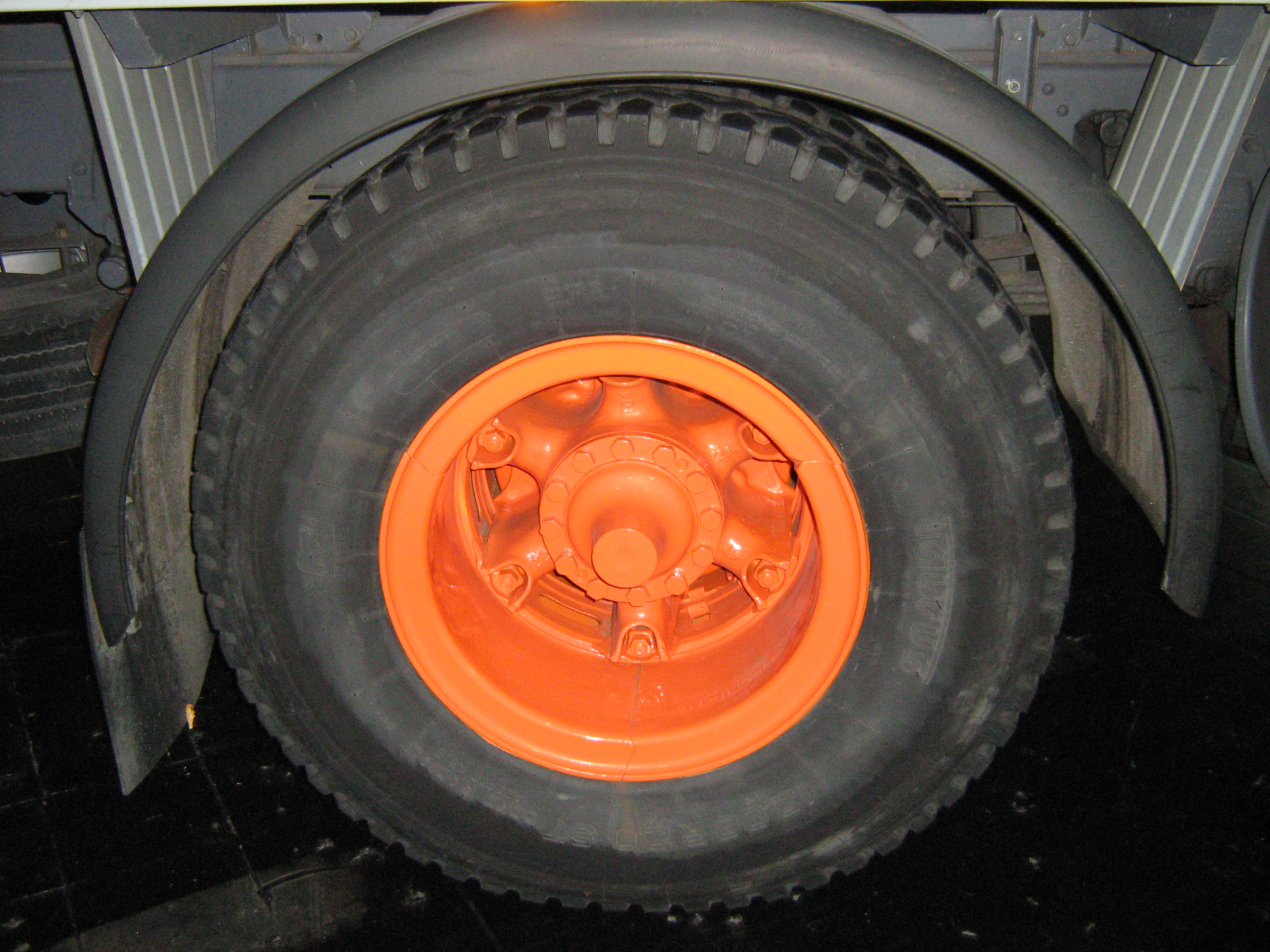
Zwillingsräder mit Trilex-Felgen

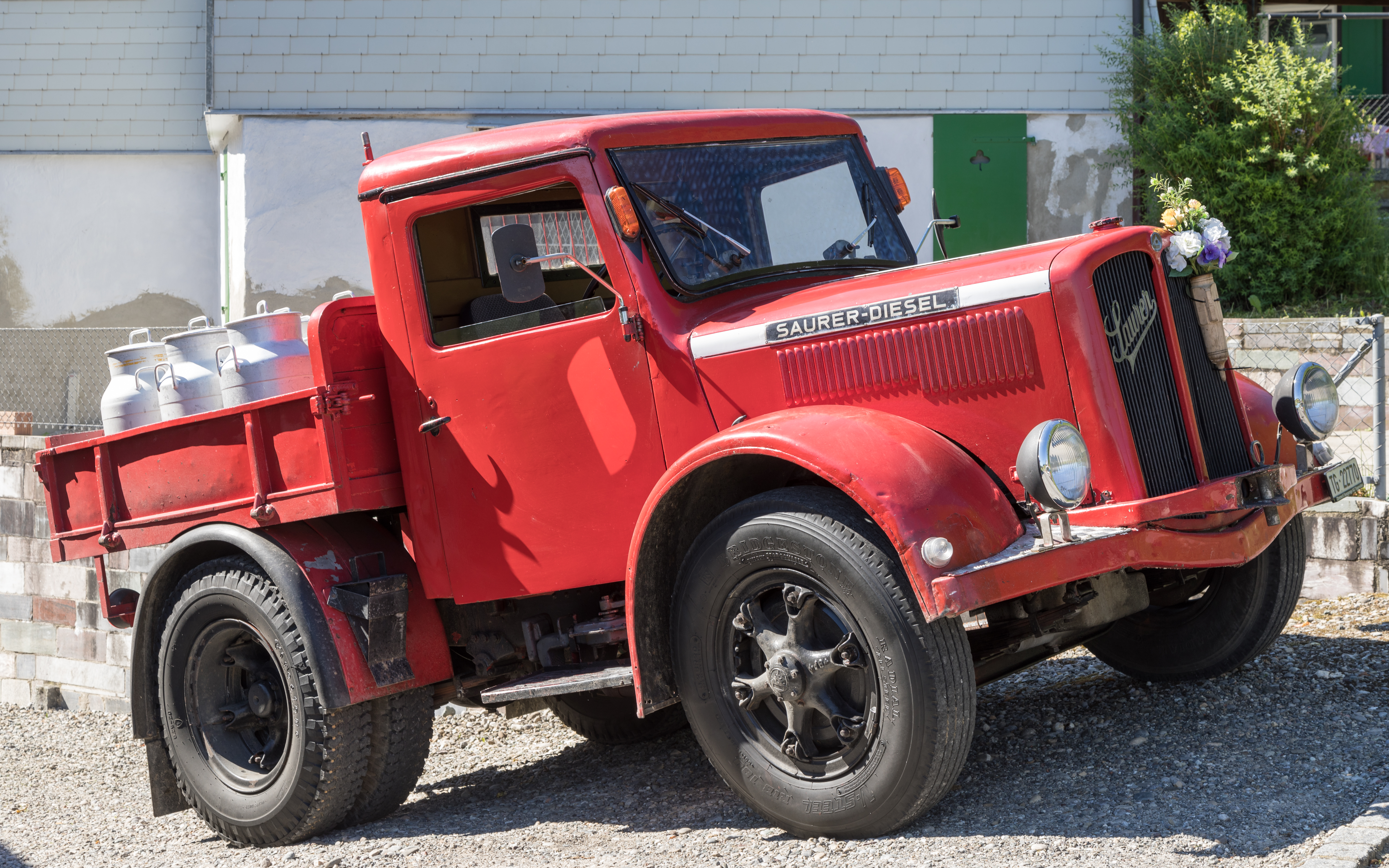
Zugmaschine mit Trilex-Felgen

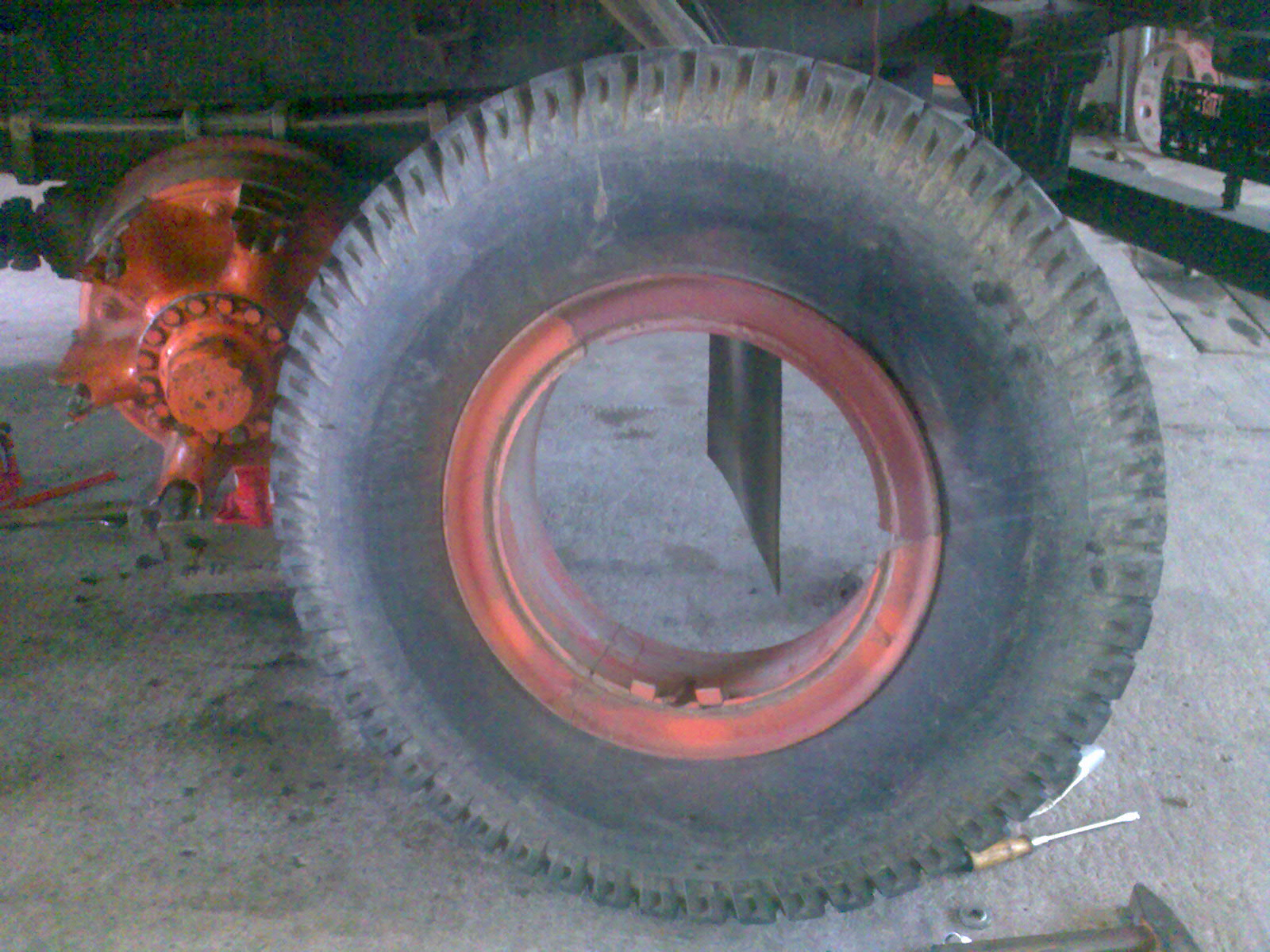
20″-Trilex-Felge in demontiertem Zustand

Die Trilex-Felge ist ein im Georg-Fischer-Konzern (GF) entwickeltes Radsystem für Nutzfahrzeuge. Die Trilex-Felge ist eine Bauform der Flachbettfelge. Die Rechte des geschützten Markenzeichens liegen heute bei SAF-Holland, die Georg Fischer Verkehrstechnik in Singen übernommen haben.

## Bauform
Die Trilex-Felge besteht aus drei Segmenten, die mit Klemmteilen auf dem Radstern befestigt werden. Bei Zwillingsrädern (beispielsweise Hinterachs-Doppelbereifung bei LKW) gibt es einen Zwischenring als Abstandshalter.
Anders als bei anderen, weiter verbreiteten Flachbettfelgen ist hier die Felge zur Reifenmontage nicht axial, sondern am Umfang geteilt ausgeführt. Der Radstern (vergleichbar mit der Radscheibe von einteiligen Tiefbettfelgen) verbleibt hier bei der Demontage des Rades auf der Nabe, nur die Felge wird abgebaut. Zur Demontage des Reifens wird nun die Felge mit einem Handwerkzeug (Montiereisen) in die drei ungleichen Segmente geteilt, aus denen sie besteht, und aus dem Reifen „ausgefädelt“.
Der Vorteil dieser Konstruktion ist, dass man ohne maschinelle Hilfe den Reifen von der Felge abbauen und daher auch vor Ort (zum Beispiel auf der Baustelle) nicht nur das Rad, sondern auch den Reifen wechseln kann. Hierbei sind die leichte Reifenmontage, die gute Belüftung der Bremse und die stabile Bauweise besonders vorteilhaft.
Wesentlicher Nachteil des Trilex-Radsystems ist, dass immer ein Schlauch verwendet werden muss.
Mit dem Tublex-System gibt es zwar eine Möglichkeit schlauchlose Reifen zu verwenden, diese Felge ist aber nicht am Umfang geteilt und somit keine Trilex-Felge. Dieses System ist einer herkömmlichen axial geteilten Flachbettfelge ähnlich, hat aber keine Radscheibe oder -schüssel und kann somit auf den entsprechenden Trilex-Radstern montiert werden. Der Vorteil des manuell möglichen Reifenwechsels ohne Montiermaschine ist nicht mehr gegeben, daher konnte sich das Tublex-System bisher kaum durchsetzen.

## Quelle
- Heribert Braun, Günter Kolb: LKW – Ein Lehrbuch und Nachschlagewerk. 10. Auflage. Kirschbaum Verlag, Bonn 2008, ISBN 978-3-7812-1702-7, S. 122.